# Alcaracejos
Alcaracejos település Spanyolországban, Córdoba tartományban. Alcaracejos Añora, Dos Torres, Villanueva del Duque, Villaralto, Pozoblanco és Espiel községekkel határos. Lakosainak száma 1501 fő (2024).

## Népesség
A település népessége az elmúlt években az alábbi módon változott:
| Lakosok száma | 1430 | 1446 | 1485 | 1528 | 1545 | 1527 | 1495 | 1486 | 1481 | 1501 |
|               | 2001 | 2004 | 2006 | 2009 | 2011 | 2014 | 2016 | 2019 | 2021 | 2024 |